# 真命新帝
真命新帝，是法國出生的日本現役純種競賽馬匹。目前勝場主要有2023年京都兩歲錦標及2025年新未來城草地盃。

## 出賽前
2021年2月21日出生於法國Ecurie Des Monceaux，成長途中於拍賣會上被栗東訓練中心練馬師矢作芳人以210萬歐元購入，創下當年拍賣會的最高成交價。
起初矢作並未有説明馬匹為何人所有，只公佈為幫一名日本新馬主代理購買。而在2022年11月在ABEMA上的競輪節目中，矢作最終透露該名馬主為CyberAgent社長藤田晉。
其後正式交由當初的購買人矢作訓練。

## 競賽生涯

### 2歲
2023年11月4日出戰東京競馬場2歲新馬戰，比賽初段因順利出閘進佔第三的位置，在最後彎道處於先頭部隊之中。進入直路後，其在內欄位置順利衝出，繼續嚮應騎師橫山武史的指揮下向前加速，最終拉開第二名3馬位取得首勝。
11月25日出戰京都兩歲錦標，因為漏閘而在最後方位置推進，對面直路稍為上前下一直處於馬群之中等待時機。進入直路後，其在中團位置展開衝刺，逐步由對手之間的空隙穿插下在末段透出，最終成功在最後一步Prelude City及Satono Strasse取得首個分級賽冠軍。同時，真命新帝的母系Starlet's Sister在賽前一天死亡，此次比賽亦被視為其對母系的最好悼念。
1個月後進軍一級賽希望錦標，比賽初段維持在先頭位置，跟隨先團馬匹推進，在第四彎道處開始發力佔先。進入直路後，其隨即以不俗的反應殺出，望空衝刺下一度佔據領先位置，可惜在中段開始不斷外閃斜行浪費腳程，最終被外檔衝出的蕾麗宮超越以第二落敗。

### 3歲
2024年首戰選擇為彌生賞大震撼紀念，比賽初段因出閘時受到擠迫以稍為失勢，調整過後維持在中團內欄的位置追走，在第三彎道時開始發力。進入直路後，其於中檔位置展開不俗的加速，雖然得以追上領放馬Sirius Colt，但無法對變奏上前的宇宙雨林造成威脅下被對手拉開1 1/4馬位落敗。
其後以優先出賽權的形式出戰皋月賞，賽前取得第五人氣。比賽開始後，其選擇在中團的位置等待時機。進入直路後，其抽出外檔位置展開推進，於前段開始加速上前不斷奔襲，但仍然未能超越前方的駿天潮城及遠觀天象下再被宇宙雨林壓制，末段亦被外檔衝前的名城潮流超越，最終跑獲第五。
完成皋月賞隨即出戰三冠次關東京優駿（日本打吡），由於皋月賞僅跑獲第五再加上血統的疑慮，因而賽前以為第七人氣的半冷門。比賽開始後，由於本次比賽預期的領放馬名將田原退賽，賽事初段由外檔上前的潛心鍛鍊帶出並做出慢步速的局面，以真命新帝則穩定保持在中團位置推進。進入直路後，其待前方馬群稍為散開下開始加速，於馬群中央穿插下成功爆發出不俗的末腳，但最終仍然因稍有阻滯而未能追上野田分位及駿天潮城，取得季軍的戰績。
休養過後於秋季進行遠征計劃，首先前往愛爾蘭出戰愛爾蘭冠軍錦標。比賽開始後，其守着中團位置，維持自身節奏下逐步推進。在最後直路，其於馬群中央位置開始展開加速，逐步越過內欄位置的對手下繼續衝刺，雖然勢頭不及前方纏鬥的經濟科及多產巨匠，但在外檔的南加名城壓制上來後重新衝刺反制對手，最終守住一直第三。
其後轉戰法國以凱旋門大賽作為目標，然而面對爛地的賽道下加上一直在外疊位置推進，最終導致其於直路上未有足夠的餘力加速，以第十二大敗。
回國稍為休養後出戰日本盃，比賽初段在缺乏領放馬的情況下，其迅速透出搶佔領放位置，直至對面直路中後段在堅韌力變奏上前後才落於第二。進入直路後，其選擇堅守內欄位置展開衝刺，雖然得以迫近前方的堅韌力取得優勢，但最終被外檔爆發速度的勝局在望超越下未能佔先，最終和堅韌力取得平頭亞軍。

### 4歲
2025年年初繼續以中長途路線作為目標，首戰定為沙特阿拉伯的新未來城草地盃。比賽開始後，由於和日本盃一樣未有其他賽駒願意搶佔先行好位，其迅速貼欄杆搶佔先機進行領放，並在比賽途中一直維持穩定且緩慢的步伐。進入直路後，其繼續在前方位置以優秀的反應展開衝刺迅速彈離開對手，最終成功阻止奇力駒及班霸實力的衝刺一放到底取得第二個分級賽冠軍。
其後轉戰阿聯酋出戰杜拜司馬經典賽，比賽初段繼續選擇領放，但於對面直路被上前的桀驁之戀超越而處於第二。進入直路後，其嘗試加速繼續維持走勢，但最終未能成功下以第七落敗。

### 詳細賽績
| 日期       | 舉辦國家   | 馬場     | 距離   | 級別 | 賽事名稱         | 負重 | 騎師     | 馬號 | 出馬 | 名次 | 時間     | 頭馬（二馬）       |
| ---------- | ---------- | -------- | ------ | ---- | ---------------- | ---- | -------- | ---- | ---- | ---- | -------- | ------------------ |
| 4/11/2023  | 日本       | 東京     | 草1800 |      | 2歲新馬          | 56   | 横山武史 | 4    | 13   | 1    | 1:48.1   | （True Successor） |
| 25/11/2023 | 日本       | 京都     | 草2000 | GIII | 京都兩歲錦標     | 56   | 莫雷拉   | 5    | 14   | 1    | 1:59.8   | （Prelude City）   |
| 28/1/2023  | 日本       | 中山     | 草2000 | GI   | 希望錦標         | 56   | 毛振鵬   | 6    | 16   | 2    | 2:00.3   | 蕾麗宮             |
| 3/3/2024   | 日本       | 中山     | 草2000 | GII  | 彌生賞大震撼紀念 | 57   | 川田将雅 | 5    | 11   | 2    | 2:00.0   | 宇宙雨林           |
| 14/4/2024  | 日本       | 中山     | 草2000 | GI   | 皋月賞           | 57   | 坂井瑠星 | 14   | 17   | 5    | 1:57.5   | 駿天潮城           |
| 26/5/2024  | 日本       | 東京     | 草2400 | GI   | 東京優駿         | 57   | 坂井瑠星 | 13   | 17   | 3    | 2:24.9   | 野田分位           |
| 14/9/2024  | 愛爾蘭     | 李奧柏   | 草2000 | GI   | 愛爾蘭冠軍錦標   | 58.5 | 坂井瑠星 | 8    | 8    | 3    | 2:03.4   | 經濟科             |
| 6/10/2024  | 法國       | 巴黎隆尚 | 草2400 | GI   | 凱旋門大賽       | 56.5 | 坂井瑠星 |      | 16   | 12   | 2:32.7   | 才情麗驥           |
| 24/11/2024 | 日本       | 東京     | 草2400 | GI   | 日本盃           | 56   | 坂井瑠星 | 7    | 14   | 2    | 2:25.5   | 勝局在望           |
| 22/2/2025  | 沙特阿拉伯 | 安都拉茲 | 草2100 | GII  | 新未來城草地盃   | 57   | 坂井瑠星 | 6    | 10   | 1    | 2:07.74  | （奇力駒）         |
| 5/4/2025   | 阿聯酋     | 美丹     | 草2410 | GI   | 杜拜司馬經典賽   | 57   | 坂井瑠星 | 8    | 9    | 7    | 記錄缺失 | 野田分位           |

## 血統簡介
父系先勇名駒為法國賽駒，生涯戰績優秀，曾勝出一級賽尚盧利加迪大賽，亦於莊柏德大賽及隆尚磨坊大賽取得亞軍。祖父Pivotal爲英國賽駒，生涯戰績優秀，曾勝出一級賽楠索普錦標。
母系Starlet's Sister為愛爾蘭生產的法國賽駒，生涯四戰全敗，但繁殖成績極佳，除真命新帝外還有七勝一級賽的Sistercharlie、育馬者盃雌馬草地大賽亞軍叻姐姐及2020年凱旋門大賽冠軍設計名師等子嗣。外祖父天文學家為英國賽駒，為2001年葉森打吡及英皇佐治六世及皇后伊利沙伯鑽石錦標冠軍，退役後亦成爲著名種馬。

### 血統表
| 父線：雷利耶夫系（北地舞人系）                                           |                                  |                  |                    |
| 種馬 先勇名駒 2007年（棗色）                                             | Pivotal 1993年（栗色）           | Polar Falcon     | 雷利耶夫           |
| 種馬 先勇名駒 2007年（棗色）                                             | Pivotal 1993年（栗色）           | Polar Falcon     | Marie d'Argonne    |
| 種馬 先勇名駒 2007年（棗色）                                             | Pivotal 1993年（栗色）           | Fearless Revival | 高善               |
| 種馬 先勇名駒 2007年（棗色）                                             | Pivotal 1993年（栗色）           | Fearless Revival | Stufida            |
| 種馬 先勇名駒 2007年（棗色）                                             | 爱尔兰 Sichilla · 2002年（棗色） | 丹山             | 單色               |
| 種馬 先勇名駒 2007年（棗色）                                             | 爱尔兰 Sichilla · 2002年（棗色） | 丹山             | Razyana            |
| 種馬 先勇名駒 2007年（棗色）                                             | 爱尔兰 Sichilla · 2002年（棗色） | Slipstream Queen | Conquistador Cielo |
| 種馬 先勇名駒 2007年（棗色）                                             | 爱尔兰 Sichilla · 2002年（棗色） | Slipstream Queen | Country Queen      |
| 繁殖雌馬 Starlet's Sister 2009年（栗色）                                 | 天文學家 1998年（棗色）          | 鞍匠井           | 北地舞人           |
| 繁殖雌馬 Starlet's Sister 2009年（栗色）                                 | 天文學家 1998年（棗色）          | 鞍匠井           | Fariy Bridge       |
| 繁殖雌馬 Starlet's Sister 2009年（栗色）                                 | 天文學家 1998年（棗色）          | 海都市           | Miswaki            |
| 繁殖雌馬 Starlet's Sister 2009年（栗色）                                 | 天文學家 1998年（棗色）          | 海都市           | Allegretta         |
| 繁殖雌馬 Starlet's Sister 2009年（栗色）                                 | Premiere Creation 1997年（栗色） | Green Tune       | 翠綠舞人           |
| 繁殖雌馬 Starlet's Sister 2009年（栗色）                                 | Premiere Creation 1997年（栗色） | Green Tune       | Soundings          |
| 繁殖雌馬 Starlet's Sister 2009年（栗色）                                 | Premiere Creation 1997年（栗色） | Allwaki          | Miswaki            |
| 繁殖雌馬 Starlet's Sister 2009年（栗色）                                 | Premiere Creation 1997年（栗色） | Allwaki          | Alloy              |
| 雌系：{{{mare}}}                                                         |                                  |                  |                    |
| 五代內近親交配：Miswaki 4×4、北地舞人 5×5×4、淘金者 5×5×5×5、Special 5×5 |                                  |                  |                    |

## 命名由來
名字Shin Emperor（シンエンペラー）意思為：「真命天子」、「新的皇帝」，香港結合兩者意思，翻譯為「真命新帝」。

## 外部連結
- 真命新帝 netkeiba.com
- 血統表